# Walter Gordon
Walter Gordon, född den 13 augusti 1893, död den 24 december 1939, var en teoretisk fysiker. 
Walter Gordon föddes den 13 augusti 1893 i Apolda, Tyskland. 1933 flyttade han till Sverige som en följd av den politiska situationen i sitt hemland. Gordon avled den 24 december 1939 i Stockholm.
Tillsammans med Oskar Klein formulerade Walter Gordon Klein–Gordon-ekvationen, vilken beskrev bosoners rörelser med hänsyn tagen till den speciella relativitetsteorin.